# 요하네 로싱
요하네 카트리네 로싱(덴마크어: Johanne Cathrine Rosing, 결혼 이전의 성(姓): 올센(Olsen), 1756년 6월 2일 ~ 1853년 1월 15일)은 덴마크의 연극 배우, 발레 무용수이다.
1772년 덴마크 왕립극장 산하 덴마크 왕립 발레단에 입단했으며 1773년에는 연극 배우로도 활동했다. 1777년부터 1779년까지 프레데리크 슈바르츠(Frederik Schwarz)가 운영하는 연극 학교에서 교육을 받았고 1780년대에는 전성기를 이룩했다. 노르웨이의 배우인 미카엘 로싱(Michael Rosing)과 결혼했고 1823년에 은퇴했다.